# 近藤和威
近藤 和威（こんどう かずい、1946年10月13日 - ）は、日本の実業家。日東富士製粉代表取締役社長や、製粉協会会長を務めた。

## 人物・経歴
栃木県出身。1970年一橋大学卒業、三菱商事入社。穀物部長、日東製粉監査役を経て、2001年日東製粉取締役に就任。2003年から日東製粉代表取締役社長を務めた。競争激化が進む中、事業規模拡大等のため富士製粉との合併にあたり、2006年には合併後の日東富士製粉代表取締役社長となった。2011年日東富士精粉相談役に退いた。この間、2003年から2004年まで及び2007年から2008年まで製粉協会会長も務めた。